# Classe La Confiance
Pour les articles homonymes, voir Confiance (homonymie).
La classe La Confiance ou patrouilleurs Antilles Guyane (PAG) (anciennement patrouilleurs légers guyanais (PLG), jusqu’en janvier 2019), est une classe de patrouilleurs hauturiers développée et produite par Socarenam sur plans Mauric pour la Marine nationale française.
En 2020, deux des trois patrouilleurs, La Confiance et La Résolue, sont basés en Guyane et le dernier, La Combattante,  mis en service en 2019, en Martinique.

## Historique

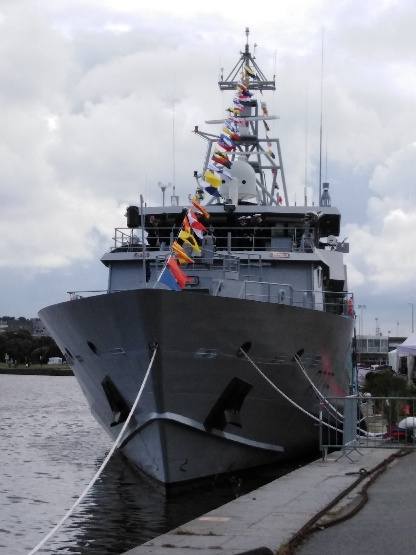
La Combattante à Saint-Malo.

La direction générale de l'Armement (DGA) a commandé à Socarenam, en 2015, deux patrouilleurs légers guyanais, ainsi que six ans de soutien initial pour chaque navire qui sera effectué par CNN MCO pour remplacer les P400 La Gracieuse et La Capricieuse basés en Guyane. Le montant du contrat est de 17 millions € par bâtiment, 24 millions € avec les frais d'étude et le MCO. Ils auront pour mission principale de surveiller les zones de pêche et des côtes guyanaises lors des tirs de la fusée Ariane. Leur polyvalence les rendra également capables de réaliser des missions de lutte contre le narcotrafic, grâce à leurs deux embarcations rapides et à leur capacité d'emport de personnel supplémentaire (forces spéciales). Ces semi-rigides sont réalisés par Zodiac Milpro International. En septembre 2017, une troisième unité – en option dans le contrat initialement notifié, pour un montant de 23,012 millions € HT – est commandé pour livraison en 2019 à la suite des conséquences de l'ouragan Irma dans les Antilles françaises et du constat d'un manque de moyens maritimes de l'État dans cette région,.
Les patrouilleurs sont construits sur plans Mauric par Socarenam dans ses chantiers navals de Saint-Malo pour l'assemblage de leurs coques, puis remorqués sur le site de la société à Boulogne-sur-Mer pour leur achèvement, la mise en place du matériel de navigation et de leur artillerie.

## Caractéristiques
Outre son équipage de vingt-quatre marins, ils peuvent embarquer quatorze personnes supplémentaires. Leur autonomie en opération est d'une douzaine de jours à la mer. Ils disposent de deux embarcations rapides de 7 mètres prévues pour les interventions. Elles sont mises à l'eau pour l'une par la rampe arrière du bâtiment, pour l'autre depuis un bossoir.
Les bâtiments de 60,8 mètres de long, 9,5 mètres de large et 3,2 mètres de tirant d'eau déplacent 750 tonnes à pleine charge. Ils sont propulsés par deux moteurs diesels ABC 12 DZC de 3000 kW (4080 cv), 3 groupes Scania de 340 kW et 2 moteurs électriques ENAG de 160kW, entraînant deux hélices. 2 propulseurs d'étrave de 100 kW sont également installés. 
Ils sont équipés de deux radars de navigation Sperry Marine et du système de mission Lyncea.
Les patrouilleurs sont armés d'un canon téléopéré Narwhal de calibre 20 mm fourni par Nexter ainsi que de deux mitrailleuses : une 12,7 mm et une 7,62 mm.

## Utilisateurs

### Marine nationale
En 2020, la Marine nationale dispose de trois bâtiments de la classe La Confiance.
| Nom            | Indicatif visuel | Construction | Lancement        | Réception       | Mise en service   | Port base                     |
| -------------- | ---------------- | ------------ | ---------------- | --------------- | ----------------- | ----------------------------- |
| La Confiance   | P733             | 2015         | 18 décembre 2015 | 25 octobre 2016 | 27 avril 2017     | Dégrad des Cannes (Guyane)    |
| La Résolue     | P734             | 2016         |                  | 30 mai 2017,    | 28 septembre 2017 | Dégrad des Cannes (Guyane)    |
| La Combattante | P735             | 2018         | 22 novembre 2018 | 2 octobre 2019  | 23 janvier 2020   | Fort Saint-Louis (Martinique) |